# Peasiella habei
Peasiella habei là một loài ốc biển, là động vật thân mềm chân bụng sống ở biển trong họ Littorinidae.